# Lavinya Ünlüer
Lavinya Ünlüer (* 3. Juni 2011 in Istanbul) ist eine türkische Kinderdarstellerin.

## Biografie
Lavinya Ünlüer wurde am 3. Juni 2011 in Istanbul geboren. Ihr Debüt gab sie 2014 in der Fernsehserie Reaksiyon. Von 2016 bis 2017 war sie in der Serie Bana Sevmeyi Anlat zu sehen. Zwischen 2017 und 2018 spielte sie in Ufak Tefek Cinayetler mit. Ihre erste Hauptrolle bekam Ünlüer 2019 in der Serie Benim Tatlı Yalanım. 2020 wurde sie für die Serie Kefaret gecastet. 2021 setzte sie ihre Karriere in Bulutlardan Aşağı fort. Außerdem trat Ünlüer 2022 in dem Film Masal Zamanı Melez Prenses auf.

## Filmografie
Filme
- 2022: Masal Zamanı Melez Prenses

Serien
- 2014: Reaksiyon
- 2016–2017: Bana Sevmeyi Anlat
- 2017–2018: Ufak Tefek Cinayetler
- 2019: Benim Tatlı Yalanım
- 2020–2021: Kefaret